# عمار (فلم تركي)
عمار (بالتركية: Ammar: Cin Tarikatı) هو فيلم رعب تركي من إخراج أوزكور باكاش سنة 2014.

## القصة
عندما تقوم سيدة تدعى "Faride" بالانتقام من زوجها كمال من خلال السحر الأسود وAmmar الجن، فإنها اشترت قوة هائلة من الظلام ضدها أيضا.

## روابط خارجية
- عمار على موقع IMDb (الإنجليزية)
- عمار على موقع روتن توميتوز (الإنجليزية)
- عمار على موقع ألو سيني (الفرنسية)
- عمار على موقع فيلمافينيتي (الإسبانية)
- عمار على موقع قاعدة بيانات الفيلم (الإنجليزية)
- عمار على موقع ليتربوكسد (الإنجليزية)
- عمار على موقع كينوبويسك (الروسية)